# Autodefensa de la República de Polònia
Autodefensa de la República de Polònia (en polonès: Samoobrona Rzeczpospolitej Polskiej, SRP) és un partit polític polonès agrari, populista, nacionalista i aïllacionista fundat el 10 de gener de 1992. El partit combina polítiques econòmiques proteccionistes amb una política social catòlica. Després de les Eleccions parlamentàries poloneses de 2007 va perdre la representació parlamentària al no superar el mínim exigit del 5%. El seu actual president és Andrzej Lepper.

## Ideologia i programa polític
Autodefensa de la República de Polònia és un partit que, a més de ser considerat d'extrema esquerra, és nacionalista, populista i aïllacionista. Combina polítiques econòmiques socialistes amb una política social catòlica. Algunes de les seves propostes i objectius són: 
- Estat basat en l'agricultura.
- Augment dels programes socials del govern.
- Fi del pagament del deute extern.
- Introducció d'una nova taxa per a les transaccions.
- Ús de les reserves financeres per a obtenir finançament.

Tampoc és partidari de les inversions estrangeres o europees a Polònia.

### Europa
En el referèndum polonès sobre l'entrada polonesa en la Unió Europea, Samoobrona va haver de decidir entre el sí (el conjunt dels ciutadans estava a favor), o votar en contra tal com propugnen el seu aïllacionisme i euroescepticisme tradicional. Finalment va optar per fer una campanya ambigua: en els seus cartells electorals es llegia "la decisió la prens tu". Posteriorment, ja dintre de la Unió, el partit ha participat activament en la política europea, sent soci fundador d'un partit polític europeu anomenat EUDemocrats, que professa la unitat dels partits "centristes" i "crítics amb la UE". 5 dels seus 6 eurodiputats formen part del grup Unió per l'Europa de les Nacions; l'altre, Bogdan Golik, està en el grup del Partit Socialista Europeu.

## Resultats electorals

### Sejm
| Any  | Vots                  | %                     | Escons                | +/–                   | Govern                  |
| ---- | --------------------- | --------------------- | --------------------- | --------------------- | ----------------------- |
| 1991 | 3,247                 | 0.1 (#70)             | 0 / 460               | Nou                   | Extraparlamentari       |
| 1993 | 383,967               | 2.8 (#12)             | 0 / 460               | =                     | Extraparlamentari       |
| 1997 | 10,073                | 0.1 (#14)             | 0 / 460               | =                     | Extraparlamentari       |
| 2001 | 1,327,624             | 10.2 (#3)             | 53 / 460              | 53                    | Suport extern (2001-03) |
| 2001 | 1,327,624             | 10.2 (#3)             | 53 / 460              | 53                    | Oposició (2003-05)      |
| 2005 | 1,347,355             | 11.4 (#3)             | 56 / 460              | 3                     | Suport extern (2005-06) |
| 2005 | 1,347,355             | 11.4 (#3)             | 56 / 460              | 3                     | Coalició (2006-07)      |
| 2005 | 1,347,355             | 11.4 (#3)             | 56 / 460              | 3                     | Oposició (2007)         |
| 2007 | 247,335               | 1.5 (#5)              | 0 / 460               | 56                    | Extraparlamentari       |
| 2011 | 9,733                 | 0.1 (#11)             | 0 / 460               | =                     | Extraparlamentari       |
| 2015 | 4,266                 | 0.1 (#15)             | 0 / 460               | =                     | Extraparlamentari       |
| 2019 | Dins d'AZER           | Dins d'AZER           | 0 / 460               | =                     | Extraparlamentari       |
| 2023 | No s'hi van presentar | No s'hi van presentar | No s'hi van presentar | No s'hi van presentar | No s'hi van presentar   |

### Parlament Europeu
| Any  | Vots                                            | %                                               | Escons                                          | +/–                                             | Grup                                            |
| ---- | ----------------------------------------------- | ----------------------------------------------- | ----------------------------------------------- | ----------------------------------------------- | ----------------------------------------------- |
| 2004 | 656,782                                         | 10.78 (#4)                                      | 6 / 54                                          | Nou                                             | PES / UEN                                       |
| 2009 | 107,185                                         | 1.46 (#7)                                       | 0 / 50                                          | 6                                               | –                                               |
| 2014 | 2,729                                           | 0.04 (#12)                                      | 0 / 51                                          | =                                               | –                                               |
| 2019 | Donen suport al Moviment per la Justícia Social | Donen suport al Moviment per la Justícia Social | Donen suport al Moviment per la Justícia Social | Donen suport al Moviment per la Justícia Social | Donen suport al Moviment per la Justícia Social |
| 2024 | 260                                             | 0.00 (#10)                                      | 0 / 53                                          | =                                               | –                                               |